# Mâna stângă a întunericului
Mâna stângă a întunericului (engleză The Left Hand of Darkness) este un roman științifico-fantastic din 1969 scris de Ursula K. Le Guin și care a câștigat Premiul Nebula (1969) și Premiul Hugo (1970). Face parte din Ciclul Hainish.

## Introducere
Principiul de bază al romanului Mâna stângă a întunericului este unul pe care Ursula K. Le Guin l-a început cu primul său roman din 1966 și care se regăsește în mai multe dintre primele sale operele, și anume că expansiunea interplanetară a început cu prima rasă umană de pe planeta Hain și s-a extins în întreg universul, formând Liga Tuturor Lumilor (League of All World), care în cele din urmă s-a extins și la a optzeci și treia lume colectivă numit Ecumen.  

## Capitolele 1-5: În Karhide
Ai Genly, un tânăr negru oarecum naiv de pe planeta Terra este un emisar al Ecumenului, o organizație care numără mai mult de optzeci de lumi și care reprezintă trei mii de țări. Ecumenul se întinde pe o sută de ani lumină de la o frontieră la cealaltă, iar scopul său este de a dezvolta comerțul, comunicațiile și, eventual, o unitate mistică a lumilor. Misiunea lui Ai Genly este de a convinge țara din Karhide de pe planeta îndepărtată numită Gethen să se alăture Ecumenului. Povestea misiunii sale este formată în principal din propriile sale observații cu capitole interpolate de povești și mituri din Karhide, date despre Ecumen, zicale din Orgoreyn (țara vecină Karhide-lui) și fragmente din jurnalul lui Therem Harth ir Estraven rem, prim-ministru din Karhide sau ale nebunului rege Argaven XV. 
Planeta Gethen este numită Iarnă de către Ecumen deoarece se află în mijlocul unei ere glaciare. Ai se află într-o luptă continuă cu frigul, cu obiceiul shifgrethorului din Karhide și cu natura androgină a tuturor locuitorilor Iernii. În negocierile lui cu Estraven, Ai eșuează în înțelegerea shifgrethorului, o metodă de a salva aparențele evitând conflictul. Când Estraven este exilat, datorită rivalului săi, Tibe, care i-l prezintă regelui ca pe un trădător, Ai nu înțelege motivele acestor acuzații. În timpul audienței pe care i-o acordă regele, Ai află că Estraven a fost favorabil Ecumenului, deși el credea contrariul. Prin intermediul problemelor ulterioare de comunicare și a explicațiilor lămuritoare în ceea ce îl privește pe Estraven, Ai reușește să înțeleagă shifgrethorul.
Natura androgină a lui Estraven îl face în continuare greu de descifrat pentru Ai. Deși toți androginii Iernii sunt apelați ca "ei", realitatea este că nu sunt nici "ei", nici "ele" până la intrarea în kemmer, o stare care durează câteva zile pe lună, fiind similară ciclului femeilor și rutului animalelor (cu aceeași necesitate irațională de împerechere). În funcție de chimia partenerilor, unul va dezvolta caracteristici masculine, iar celălalt feminine. Aceeași persoană poate fi o mamă care poartă un copil sau tatăl altuia. Așa cum Ai se chinuie să înțeleagă lipsa sexului gethenilor, aceștia privesc genul fix al lui Ai și pretenția sa că întreaga civilizație este divizată în bărbați și femei ca fiind o anomalie tulburătoare. Ai este considerat un pervers, o creatură aflată în kemmer continuu. Biologia androgină, care elimină atât problema dominației masculine, cât și pe cea a supunerii feminine, precum și tensiunile constante apărute între ființele care sunt mereu active sexual, este piatra de fundament a culturii și politicii Iernii, o planetă care nu are un cuvânt pentru război și nici nu l-a experimentat. Totuși, în ciuda acestui lucru, cele două țări, Karhide și Orgoreyn, par a fi în pragul unui război din cauza unui teritoriu. Din acest motiv, scopurile pașnice ale lui Ai și abordarea lui răbdătoare se confruntă cu tensiuni și criză de timp.

## Capitolele 6-14: În Orgoreyn
Estraven este exilat ca trădător, deoarece a pus binele planetei deasupra binelui țării sale, încercând să ofere teritoriul disputat țării vecine, Orgoreyn. El este obligat să părăsească Karhide într-un anumit interval de timp, sub sancțiunea cu moartea. În mare grabă, el ajunge la granița cu Orgoreyn, unde își pierde actele și ajunge să lucreze într-o fabrică. Descoperit de nilte comensuali, politicieni cu un statut înalt, asemănător senatorilor, este scos de acolo și adus în miezul politicii socialiste a Orgoreynului. Tot în Orgoreyn călătorește și Ai, deoarece regele din Karhide i-a respins propunerea de alăturare la Ecumen și speră că țara vecină va fi mai interesată. Orgoreyn este foarte diferită de Karhide, fiind vorba de o comparație între un stat birocratic și o monarhie; religia Yomesh din Orgoreyn neagă întunericul, dar e un vlăstar al Haddarei din Karhide, care acceptă atât lumina, cât și întunericul, căci "lumina este mâna stângă a întunericului". Poporul din Orgoreyn pare a fi progresist, dar sistemul lor politic corupt este condus din umbră de poliția secretă, constituind campusuri pentru prizonieri și, per total, dând oamenilor o valoare mai mică decât în Karhide. Deși Estraven încearcă să îl avertizeze pe Ai despre politica alunecoasă de aici, Ai nu îl înțelege nici de data aceasta. El sfârșește trădat de un politician care are legături cu poliția secretă și este dus, alături de alți neonorociți, într-o închisoare, numită cinic fermă de voluntari. Toți sunt goi, înghețați și flămânzi și, pentru a face lucrurile și mai rele, tehnologia de aici nu se apropie nici măcar de standardele actuale ale cititorului, căci locuitorii de pe Iarnă respectă ecologia. Odată închis, Ai nu prea mai are speranțe de viitor, până când Estraven îl salvează, printr-o acțiune curajoasă. Din păcate, drumul înapoi spre Karhide trece peste calota glaciară Gobrin.

## Capitolele 15-20: Calota glaciară Gobrin. Înapoi în Orgoreyn
Ai și Estraven se luptă cu zăpada și gheața, ghețarii și crevasele, vântul și noaptea. Cooperarea dintre ei - Ai este mult mai puternic din punct de vedere fizic, în timp ce Estraven se pricepe mai bine să supraviețuiască în acel mediu - îi apropie. Ai înțelege că, în timp ce Estraven se află într-un exil forțat, el a ales singur să se exileze de familie, prieteni și de multe generații, alegând să devină călător spațial. Ai are 127 de ani pământeni, dar, din cauza relativității temporale, nu a ajuns nici măcar la 30.
Ai îl învață pe Estraven telepatia, Estraven auzind vocea lui Ai ca și cum ar fi a fratelui său mort, Arek, căruia i-a jurat kemmering. Deși incestul nu este interzis, frații nu au voie să se lege pe viață. Ai începe să îl înțeleagă mai bine pe Estraven. Când acesta intră în kemmer, deși amândoi evită relațiile sexuale, Ai reușește să vadă întreaga latură feminină a lui Estraven, înțelegându-l pe acesta în totalitate și, prin extensie, înțelegând ființele androgine de pe Gethen.
Când cei doi revin în Karhide, exilatul Estraven este descoperit și, în încercarea de a trece granița în Orgoreyn, el se repede direct spre gardienii care îl împușcă, într-o acțiune care pare a fi sinucidere. Sinuciderea este interzisă în Karhide. Estraven moare în brațele lui Ai, vorbind în mintea sa cu fratele mort. Ai îl convinge pe rege să se alăture Ecumenului, dar, când nava spațială aterizează, Ai este dezgustat de sexualitatea clară a membrilor echipajului. În ultimul capitol, el vizitează familia lui Estraven, de pe al cărui nume încă nu a reușit să îndepărteze stigmatul de trădător, în ciuda promisiunii făcute, deoarece asta ar fi periclitat misiunea pentru reușita căreia Estraven își dăduse viața, anume intrarea Gethenului în Ecumen. Dar fiul lui Estraven, Sorve, arată aceeași curiozitate ca tatăl său, întrebându-l pe Ai despre celelalte lumi și celelalte popoare pe care le-a văzut.

## Analiza personajelor

### Genly Ai
Ai este personajul principal al poveștii, fiind numit "Genry" de către karhideni, cărora le este dificil să pronunțe litera "L". Când începe narațiunea, el se află pe Gethen de un an, încercând să se acomodeze cu felul de a fi al locuitorilor planetei și permițându-le lor să se obișnuiască u prezența lui. El a sosit acolo având la dispoziție informații elementare despre limbă și cultură, culese de o echipă de investigatori ai Ecumenului care sosise anterior și locuise printre gethenieni fără a-și revela adevărata identitate și misiunea. Cu toate acestea, Ai întâmpină numeroase obstacole. În primul rând, știe că nu va fi ușor să explice unor oameni care nu s-au gândit la zbor că un om poate sosi din spațiu. În Karhide, regele este reticent în a face cunoștință cu el sau a discuta despre misiunea lui diplomatică, deoarece a admite că există ființe care au asemenea abilități de a călători și a comunica ar micșora importanța regelui. Noul Prim Ministru este menit să i se opună lui Ai, deoarece precedentul, care a fost obligat să abdice, îl susținea. Plecând în altă țară, Orgoreyn, Ai este acceptat mult mai ușor de către liderii politici și crede că aceștia îl vor ajuta să își îndeplinească misiunea. Totuși, se dovedește că sistemul lor politic este mult mai complex și mai subtil decât cel din KArhide și, în timp ce încearcă să își dea seama care facțiune vrea cu adevărat să îl ajute și care are gânduri ascunse, Ai este arestat, drogat și trimis într-o fermă să lucra până va muri de epuizare. Este salvat de Estraven, fostul Primi Ministru karhidean, și înțelege că diferențele culturale nu i-au permis anterior să înțeleagă relația dintre ei: nu a înțeles sfaturile primite, deoarece Estraven nu i le-a dat direct, considerând că, dacă ar face astfel, l-ar ofensa. În timpul călătoriei de optzeci și unu de zile prin ținuturile înghețate pe drumul de întoarcere în Karhide, unde poporul avea să coopereze cu el acum, pentru a face Orgoreynul de rușine, Ai ajunge să îl cunoască și să îl iubească pe Estraven și să accepte modul în care îi văzuse până atunci pe locuitorii planetei. Într-una din zilele în care Estraven se află în perioada ciclului sexual, ținându-se deoparte pentru ca a evita atracția kemmeringului, Ai își dă seama că apreciase greșit situația: "Atunci am văzut iarăși, și pentru totdeauna, ceea ce mă temusem să accept și mă prefăcusem că nu văd la el: era în aceeași măsură femeie și bărbat." El își dă seama că acestă personalitate duală era motivul pentru care nu se putuse încrede în el și îi refuzase prietenia, făcând o mare greșeală.

### Estraven
La începutul cărții, Genly Ai îi este îndatorat lui Estraven pentru că a aranjat o audiență la rege, dar este și frustrat, deoarece i se pare că Estraven este rece și distant, fiind înfuriat de faptul că, după părerea lui, poziția de Primi Ministru ar fi trebuit să îi permită să rezolve mai ușor acea audiență. Ceea ce Ai nu știe, este că Estraven nu se mai află în grațiile regelui, lucru care va duce la exilarea lui. Unele capitole ale cărții conțin secțiuni din jurnalele lui Estraven, așa încât cititorului îi este permis să își dea seama, treptat, ce încearcă el să realizeze și care crede că sunt limitele sale, lucru de care Ai nu are cum să își dea seama. Estraven își acceptă exilul cu împăcare: își ia o slujbă în Orgoreyn și, când Comensualitatea îi dă ocazia să ajungă în vârf, nu profită de ea pentru a-și vinde guvernul care l-a alungat. De-a lungul narațiunii, Estraven îl ajută pe Ai să își îndeplinească misiunea, dar manevrele sale sunt atât de diplomatice, încât Ai nu își dă seama de implicarea lui și îl socotește ca nefiind de încredere. Când își riscă viața pentru a-l salva de Ai din ferma-închisoare din Pulefen, dispare orice dubiu legat de loialitatea lui pentru cauza lui Ai. Pe drumul de-a latul calotei glaciare, Ai află că Estraven, departe de a fi un politician care își urmărește propriile scopuri, este un om spiritual ale cărui acțiuni sunt greu de înțeles, pentru că nu acționează pentru binele propriei țări (cum ar trebui să facă un politician), ci pentru binele întregii lumi. Planurile lui Estraven fac posibilă întoarcerea în Karhide și, deși Ai îi promite să ceară încetarea exilului său ca parte a tratatului dintre planete, el preferă să moară, știind că astfel poate servi mai bine cauzei lumii sale.

### Argaven XV
În primul capitol, Estraven, în dorința de a-i sugera lui Ai ar fi mai bine să caute sprijin în Orgoreyn, îi spune: "Comensualii din Orgoreyn sunt în majoritate oameni cu capul pe umeri, chiar dacă lipsiți de inteligență, pe când regele Karhidei nu este doar nebun, ci aproape idiot." Capitolul 3, în care lui Ai îi este acordată, în sfârșit, o audiență la Argaven după o așteptare de o jumătate de an, se intitulează "Regele nebun". În carte nu apare niciodată clar dacă regele este nebun sau idiot, sau dacă doar se bazează pe alte presupuneri decât ceilalți. În încercarea de a-și proteja supușii, el îi apare lui Ai ca fiind speriat și cu o viziune îngustă: în timp ce Ai nu vede niciun motiv pentru ca regele să refuze o alianță cu Ecumenul, acestuia i se pare firesc să fie suspicios în ceea ce îl privește pe străinul misterios care face promisiuni, mai ales în condițiile escaladării conflictului cu țara vecină, Orgoreyn, care crește riscul ca povestea lui Ai să fie doar un truc pentru a-l umili. Suspiciunile sale sunt întreținute de sfaturile Primului Ministru, Tibe, care a reușit să ajungă de curând în acea poziție tocmai alimentând temerile regelui. La sfârșitul poveștii, când Argaven acceptă să lase nava să aterizeze în regatul său, este dezamăgit că Ai a apelat-o înainte de a-i cere permisiunea, dar, în afară de asta, pare a nutri ideea că totul s-a rezolvat conform planurilor sale: "M-ai servit bine", îi spune el lui Ai.

### Faxe
Faxe este conducătorul Handdarei, o sectă religioasă care ocupă Cetățuia Ariskostor. O Cetățuie este un loc religios, asemănător unei mănăstiri, în care oamenii se pot retrage, petrecând "noaptea sau o viață". Faxe este Urzitorul Prezicătorilor Handdarei, ceea ce înseamnă că se află în centrul ceremoniei spirituale prin care aceștia prezic ce se va întâmpla în viitor. El realizează o urzeală din puterea celorlalți participanți - Nebunii, Perversul, Celibatarii, etc. — pentru a obține un răspuns la o întrebare. Tot el este cel care explică, ulterior, că nu este de mare folos să cunoaștem viitorul: după spusele lui, motivul pentru care Handdara a dezvoltat Prezicerea a fost de "a demonstra că este perfect inutil să cunoști răspunsul la o întrebare greșită." La sfârșit, după ce Ai a chemat nava să aterizeze pe Gethen, Faxe își face apariția ca membru al Consiliului Intern al Cetățuilor Handdarei, semn că era îngrijorat de guvernarea lui Tibe.

### Obsle
Unul dintre cei treizeci și trei de Comensuali din Orgoreyn, este o persoană veselă, amuzată să îl vadă pe Estraven în exilul acestuia. El rememorează vremurile de demult petrecute împreună pe când Estraven era Prim Ministru, dar tiparul întrebărilor sale aparent inocente arată că este foarte interesat să afle informații despre situația din Karhide.

### Thessicher
La sfârșitul călătoriei de întoarcere în Karhide, când rămân fără alimente, Ai și Estraven merg la Thessicher. Când a fost Prim Ministru, Estraven l-a ajutat pe Thessicher să își cumpere ferma, așa încât Thessicher își plătește datoria permițându-i să petreacă noaptea la el, deși faptul de a adăposti un exilat îi poate crea probleme grave. Bunătatea lui se dovedește a fi dublată de trădare, când Estraven îl aude anunțând prin intermediul radioului trupele lui Tibe despre faptul că el se află acolo.

### Tibe
Vărul regelui Argavan, este făcut Prim Ministru în urma exilării lui Estraven. Deși pe planeta Iarnă nu a fost niciun război, se pare că unul stă să înceapă dintr-o clipă în alta: Tibe face tot ce poate pentru a susține ostilitățile și disputele dintre țara sa și Orgoreyn privind granița. La un moment dat, Estraven demonstrează că stilul politic al lui Tibe este similar celui din Orgoreyn, prin decepție și eficiență. La sfârșit, când regele vrea să culeagă laurii pentru aterizarea navei extraterestre și minunile aduse de aceasta, Tibe este exilat pentru că s-a opus acestei idei.

## Cadrul
Pe parcursul romanului sunt presărate mituri și legende ale 'nativilor', clarificând credințele și psihologia gethenienilor și trecutul neștiut al lui Estraven. Una dintre povestiri vorbește despre locul din interiorul unei furtuni, un adăpost liniștit dintr-un viscol. Alta povestește despre rădăcinile cultului Yomeshta (religia 'oficială', organizată din Orgoreyn, mai tânără și desprinsă din mult mai vechea filozofie/religie Handdara). Una este un antic mit creaționist Orgota. A patra dezbate ce este un trădător (povestea este despre un strămoș al lui Estraven).
Locuitorii de pe Gethen sunt hermafrodiți secvențiali: timp de douăzeci și patru de zile (somer) din ciclul lunar de douăzeci și șase, ei sunt androgini latenți din punct de vedere sexual și în celelalte două zile (kemmer), devin mascul sau femelă, în funcție de negocierile feromonice cu un partener interesat de sex. Astfel, un individ poate atât să creeze, cât și să poarte copii. Pe parcursul romanului, se face referire la gethenieni ca fiind 'ei', indiferent de rolul lor în kemmer. La fel se întâmpla și în povestirea lui Le Guin care precede Mâna stângă a întunericului, Winter's King, la momentul publicării ei. Dar, pentru a fi echitabilă, la republicarea ei în The Wind's Twelve Quarters, a fost rescrisă astfel încât la toți gethenienii să se facă referire ca fiind 'ele'.
Din punct de vedere fizic, majoritatea gethenienilor au pielea brună, în cadrul unei arii largi de variații. Nu au bărbi, dar pieptul este doar cu puțin mai mare decât al bărbaților umani. Trimisul de pe Pământ este mai înalt și cu pielea mai întunecată decât majoritatea gethenienilor, dar poate trece drept indigen când poartă îmbrăcămintea acestora, lucru valabil și pentru observatorii anteriori, care și-au ținut identitatea ascunsă. Barba lui Genly a fost epilată, dar există și gethenieni cu păr pe față și pe corp.
Se sugerează că gethenienii au fost programați genetic pentru hermafroditism cu mult timp în urmă de către civilizația hainish originală, care a colonizat multe lumi, inclusiv Pământul. Această cultură a colapsat, Ecumenul deținând doar puține cunoștințe despre acțiunile și motivațiile predecesorilor lor și despre fostele lor colonii. E posibil ca gethenienii să fi fost modificați genetic pentru a asigura succesul reproducerii pe lumea dură, înghețată a Gethenului, pentru a se încerca eliminarea războiului, sau ca experiment social.
Le Guin a dezvoltat această idee din dorința de a explora ceea ce rămâne după eliminarea influenței genului biologic asupra naturii umane. Mâna stângă a întunericului este o bornă importantă în tratamentul sofisticat acordat sexului în science fiction la sfârșitul anilor '60 și începutul anilor '70.

### Shifgrethor
Shifgrethorul este un concept fictiv din universul ciclului hainish al lui Le Guin, folosit pentru prima dată în Mâna stângă a întunericului. Termenul provine dintr-un cuvânt gethenian vechi care desemna umbra, conceptul fiind folosit doar de karhideni. Portretizați ca națiunea întunecată, sau Yin (conform ideii taoismului chinezesc), ei folosesc acest concept ca formă de respect, în timp ce în Orgoreyn nu se apelează la shifgrethor, ci se acționează într-o manieră directă, care ascunde în spatele ei falsitatea (aceasta fiind națiunea luminoasă, sau Yang).
Carrie B. McWhorter consideră că shifgrethorul poate fi definit simplu ca "un semn al onoarei și respectului care le oferă gethenienilor o cale de a ieși cu fața curată dintr-o criză."   O analiză profundă a cărții prezintă shifgrethorul ca pe o unealtă puternică, folosită de gethenieni pentru a-i manipula pe cei cărora shifgrethorul le lipsește. Folosit corect, shifgrethorul reprezintă un mod pacifist prin care gethenienii își pot rezolva divergențele. Folosit incorect, poate inocula frica și ura.

## Teme

### Gen
La prima vedere, o mare parte a romanului pare a constitui o explorare a unei societăți asexuate - o societate în care diferențele sexuale nu joacă niciun rol, deși dragostea și gelozia sunt prezente. Gethen nu are o istorie războinică, dar Le Guin precizează prin intermediul lui Genly Ai că motivul exact al acestui lucru nu e clar. Se poate datora biologiei unice a gethenienilor (absența unui sentiment profund al dualității implicat de o diviziune strictă a genurilor putea cauza lipsa unei componente necesare a naționalismului), sau poate fi doar un efect secundar al climatului dur al planetei, care limitează luptele la mici agresiuni, din rațiuni pur economice.
În strânsă legătură se află ritmul scăzut al dezvoltării tehnologice. Se menționează că gethenienii se află într-un foarte lent proces de industrializare, multe dintre instituțiile sociale semi-feudale fiind păstrate intacte, în opoziție cu revoluția industrială experimentată de Pământ în secolul al XVIII-lea. Într-un episod se insistă pe ideea unui anume tip de camion folosit de secole, aproape neschimbat, și pe faptul că gethenienii nu simt o nevoie specială de a realiza un model mai performant. Exact ca în cazul anterior, acest lucru se poate datora absenței dihotomiei clare bărbat/femeie, sau poate fi doar un efect secundar al resurselor naturale limitate, nu numai din punct de vedere material, ci și ca sursă de inspirație (Genly Ai emite la un moment dat ipoteza că avionul nu a fost inventat de gethenieni deoarece pe planetă nu există păsări).

### Politica
Gethenienii din Karhide posedă un sistem elaborat de prestigiu social, numit shifgrethor, în care fiecare își câștigă poziția prin manevre subtile - genul de conflict social prezent în grupurile omogene. Demonizarea altora este artificială și temporară, alianțele se rup ușor, păstrarea multor elemente culturale fiind determinată și protejată de cea mai evidentă diviziune dintre grupuri - geografia.
Există națiuni, ținuturile diferite adăpostind societăți diferite, dar ele se amestecă la granițe. Rarele razii cu efecte greu de stabilit păstrează o oarecare ostilitate și separare, folositoare scopurilor politicii interne, dar dorința de a cuceri altă națiune este foarte mică. Conceptul războiului la scară largă este necunoscut societăților getheniene, dar pare posibil ca Gethen să se îndrepte către un război între Karhide și Orgoreyn.

### Religia
Cartea prezintă două religii majore: Handdara, un sistem informal similar Taoismului și Zenului și Yomeshta, sau cultul lui Meshe, o religie apropiată de monoteism bazată pe ideea conștientizării indivizibilității timpului, atinsă în timpul unei viziuni de către Meshe, un fost Prezicător al Handdarei, în timp ce încerca să răspundă la întrebarea: 'Care este sensul vieții?'. Handdara este mult mai veche și predomină în Karhide, în timp ce Yomesh este religia oficială din Orgoreyn. Diferențele dintre ele susțin diferențele politice dintre țări și pe cele culturale dintre locuitorii lor. Estraven este un adept al Handdarei, lucru vizibil în multe dintre acțiunile sale.

### Datoria
Atât Genly, cât și Estraven întâmpină continuu dificultăți când legăturile lor de loialitate intră în conflict între ele. Ambii sunt dispuși să sacrifice multe pentru a vedea Gethenul alăturându-se Ecumenului: Genly consideră că are dreptul să își sacrifice legăturile personale pentru acest scop. Ambii sunt gata să își pună viețile în joc, considerând că moartea nu contează prea mult pentru o cauză bună.

### Comunicarea și înțelegerea
Genly se află pe Gethen pentru a transmite invitația Ecumenului către Gethen să i se alăture. Invitația a fost lansată pentru ca Ecumenul să poată avea relații cu Gethenul — să realizeze schimburi informaționale și culturale. Gethen se află la șaptesprezece ani lumină de cea mai apropiată planetă a Ecumenului, așa încât comerțul este aproape impracticabil. Trimisul are dificultăți în comunicarea cu gethenienii, în parte pentru că nu înțelege shifgrethorul și sistemul lor sexual, dar și pentru că gethenienii nu cred cele spuse de el despre misiune. Ai poate comunica în timp real cu Ecumenul, folosind ansiblul. Într-o încercare de a dovedi că este, într-adevăr, trimisul altei civilizații, el este rugat de regele Argaven să își întrebe corespondenții de pe planeta îndepărtată ce face ca un om să fie considerat trădător. Deși primește răspuns, Argaven nu este mulțumit de acesta.
În timpul Prezicerii, un ritual în cadrul căruia se răspunde unor întrebări despre viitor, Prezicătorii comunică într-un mod profund, mistic. Genly încearcă să inițieze o comunicare mentală, mai întâi cu Faxe, Urzitorul Prezicătorilor, apoi cu Estraven, atât pentru că îi e dor de acest mod de comunicare, cât și datorită faptului că minciuna este imposibilă în comunicarea mentală. Încercarea făcută cu Estraven are oarecare succes, lucru care îi creează acestuia sentimente confuze, deoarece el aude vocea mentală a lui Genly ca și cum ar fi cea a fratelui său mort. Fenomenul nu este explicat. În cele din urmă, Genly obține ceea ce dorește: Gethenul acceptă să se alăture Ecumenului, iar Prezicătorii au avut dreptate, ca de obicei. Totuși, rămâne bănuiala că Genly a primit răspunsul corect la întrebarea greșită; poate că el ar fi trebuit să se preocupe mai mult de relația sa cu Estraven decât de politica Ecumenului.

## Stil

### Structură
Structura romanului este construită pe o serie de informații din diverse surse. Cea mai importantă, din punct de vedere cantitativ și ca impact, o constituie raportul lui Genly Ai către Stabilul din Ollul, care, așa cum explică el la începutul primlui capitol, este relatat la persoana întâi "deoarece pe planeta mea natală am fost învățat, încă din copilărie, că Adevărul este un produs al imaginației mele." Aceste capitole sunt prezentate alternativ cu cele preluate din jurnalele lui Estraven. Jurnalele sunt scrise tot la persoana întâi, dar, deoarece nu au fost destinate publicului, oferă o impresie mult mai caldă despre Estraven decât cea prezentă în observațiile lui Ai. Juxtapunerea celor două oferă o viziune completă a conflictului interior și exterior. Între capitolele dominate de cele două personaje apar fragmente ale civilizației de pe Gethen/Iarnă: rapoarte etnologice, relatări despre mituri și legende indigene și descrierea unor ceremonii religioase. Aceste capitole permit culturii întâlnite de Genly Ai să vorbească în numele ei, așa încât nu suntem obligați să o cunoaștem doar prin experiențele și perspectiva sa limitate. Relevanța acestor fragmente asupra poveștii în ansamblul ei este ușor de intuit, uneori - de exemplu, capitolul "Estraven, Trădătorul", o veche poveste din estul Karhidei, reflectă în mod evident sprijinul pe care Estraven i-l dă lui Ai în roman. Altele, cum ar fi povestea lui Meshe din capitolul 11, sunt mai puțin legate de acțiune, dându-i cititorului libertate de interpretare, așa cum o fac miturile și legendele lumii noastre.

### Perspectiva
Conștiința centrală a romanului o reprezintă Genly Ai: el este cel străin de felul de a fi a locuitorilor Iernii, iar cititorii iau contact cu planeta prin ochii lui. Fiind de pe Pământ, el poate raporta experiențele sale în relație cu un corp pe care cititorul îl poate înțelege. De exemplu, o temperatură de minus zece grade poate fi inconfortabilă pentru un karhidean sau un hainish, dar este periculoasă pentru un pământean. Această perspectivă pământeană ridică la început dificultăți pentru cititor în aprecierea adevărului legat de situațiile prezentate. "Dacă aceasta este muzica regală," spune el în Capitolul 1, "nu-i de mirare că toți regii Karhidei sunt nebuni", puțini așteptându-se ca ultima jumătate a cărții să o constituie o cursă disperată de trei luni desfășurată în condiții sub-arctice pentru a ajunge la siguranța oferită de regele "nebun". În același capitol, el notează: "Nu mă încred în Estraven, ale cărui motivații îmi rămân pe veci obscure; nu-l plac, totuși în prezența autorității lui simt și reacționez ca înaintea căldurii soarelui." Oamenii pe care îi place și în care are încredere, cum sunt Comensualii Obsle și Yegey din Orgoreyn, îi vor aranja dispariția din societate și condamnarea la moarte. Dacă această carte ar fi fost scrisă dintr-o perspectivă mai obiectivă, răsturnările de situație nu ar fi surprins cititorul atât de mult, iar ideea dificultății intrării unei persoane în lumea alteia ar fi fost pierdută.

### Locația
În capitolele a căror acțiune se petrece în așezările urbane, frigul extrem al planetei nu este deosebit de relevant. Amenajările interioare din Erhenrang, capitala Karhidei, precum și cele din capitala Orgoreynului, Mishnory, diferă de cele de pe Pământ, fiind organizate mult mai bine pentru păstrarea căldurii, dar viața socială în general nu diferă semnificativ de cea desfășurată în orice oraș rece de pe Pământ. E posibil ca frigul Iernii să fi afectat direcția dezvoltării civilizației de pe planetă, dar nu capătă semnificație reală până când Ai nu este dus la ferma de voluntari din Comensualitatea Pulefen. Copiind Siberia, provincia înghețată din nordul Rusiei în care erau trimiși disidenții politici, Pulefen beneficiază de o izolare imposibilă într-o zonă locuibilă. De asemenea, un prizonier evadat într-un climat mai blând ar fi vânat și prins, în loc să fie lăsat pradă morții. Lupta împotriva elementelor brutale creează în cele din urmă legătura de încredere dintre Ai și Estraven, ei fiind obligați să se bazeze pe punctele forte ale fiecăruia și să țină cont de slăbiciunile fiecăruia. Detaliile fizice ale călătoriei lor de-a lungul gheții evocă un sens al realității solid, diferit de lucrurile experimentate în capitolele anterioare, lucru firesc ținând cont că lumea fizică este mult mai reală și pentru personaje în aceste capitole.

## Traduceri în limba română
- 1994 - Mâna stângă a întunericului, ed. Nemira, colecția "Nautilus", traducere Mihai-Dan Pavelescu, 240 pag., ISBN 9783-569-034-9
- 2006 - Mâna stângă a întunericului, ed. Nemira, colecția "Nautilus", traducere Mihai-Dan Pavelescu, 304 pag., ISBN 978-973-569-866-9
- 2014 - Mâna stângă a întunericului, ed. Nemira, colecția "Nautilus", traducere Mihai-Dan Pavelescu, 256 pag., ISBN 978-606-579-753-6